# Патшикув (Великопольське воєводство)
Патшикув (пол. Patrzyków) — село в Польщі, у гміні Крамськ Конінського повіту Великопольського воєводства.
Населення — 239 осіб (2011).
У 1975-1998 роках село належало до Конінського воєводства.

## Демографія
Демографічна структура станом на 31 березня 2011 року:
|          | Загалом | Допрацездатний вік | Працездатний вік | Постпрацездатний вік |
| -------- | ------- | ------------------ | ---------------- | -------------------- |
| Чоловіки | 123     | 28                 | 84               | 11                   |
| Жінки    | 116     | 21                 | 72               | 23                   |
| Разом    | 239     | 49                 | 156              | 34                   |